# Geografija Alžirije
Alžirija obsega 2.381.740 kvadratnih kilometrov površine, več kot 80 % katere je puščava, v Severni Afriki, med Marokom in Tunizijo. Je največja država v Afriki. Njeno arabsko ime, Al Jazair (otoki), naj bi izhajalo iz skalnatih otokov ob obali Sredozemskega morja. Severni del, območje gora, dolin in planot med Sredozemljem in puščavo Saharo, tvori sestavni del dela Severne Afrike, znanega kot Magreb. To območje vključuje Maroko, Tunizijo in severozahodni del Libije, zgodovinsko znan kot Tripolitanija.

## Velikost in meje
Kopenske meje:
Skupaj: 6734 km
Mejne države: Libija 982 km, Mali 1376 km, Mavretanija 463 km, Maroko 1559 km, Niger 956 km, Tunizija 965 km, Zahodna Sahara 42 km.
Površina – primerjalno: nekoliko večja od Demokratične republike Kongo in Saudove Arabije
Obala: 2148 km
Pomorske zahteve: 
- Teritorialno morje: 12 nmi (22,2 km),
- sosednje območje: 24 navtičnih milj (44 km);
- izključno ribolovno območje: 32 do 52 nmi (59 do 96 km)

## Geografske regije

### Obrežni ali Telski Atlas
Rodovitni Tel je središče države, v katerem je večina mest in prebivalstva. Sestavljen iz hribov in ravnin ozkega obalnega območja, več gorskih verig Telskega Atlasa ter vmesnih dolin in kotlin, se Tel razteza proti vzhodu od maroške meje do gora Grande Kabylie in nižine Bejaia na vzhodu. Njegov vzhodni konec je reka Soummam.
Najboljša kmetijska območja so položni griči, ki se raztezajo 100 kilometrov zahodno od Alžira; ravnica Mitidja, ki je bila malarično močvirje, preden so jo Francozi očistili; in planota Bejaia. Aluvialna prst na teh območjih je Francozom omogočila, da so zgradili veličastne vinograde in nasade citrusov. Nasprotno pa sta v veliki dolini reke Chelif in drugih notranjih dolinah in kotlinah suša in čezmerna poletna vročina omejili razvoj kmetijstva. Grande Kabylie je območje obubožanih majhnih kmečkih vasi, stisnjenih v zavite gore.

### Visoke planote in Saharski Atlas
Telski Atlas, vključno s formacijo Djebel Babor, ki se razteza od maroške meje, je prevladujoče severozahodno gorovje. Območje visokih planot (pogosto imenovano s francoskim imenom Hauts Plateaux), ki se razteza več kot 600 kilometrov vzhodno od meje z Marokom, sestavljajo valovite, stepi podobne ravnice, ki ležijo med verigama Tel in Saharski Atlas. Nadmorska višina je v povprečju med 1100–1300 metri na zahodu, na vzhodu pade na 400 metrov . Podnebje je tako suho, da te nižine včasih smatrajo za del Sahare. Območje planote je prekrito z naplavinami, ki so nastale ob erodiranju gora. Skozi aluvialni pokrov se občasno prodira greben, ki prekine monotonijo pokrajine.
Proti jugu sledi Šotsko višavje, niz planot in medgorskih kotlin brez odtoka v morje na nadmorski višini med 400 in 1000 m. V nižjih delih so slana jezera - šoti arabsko chott - kot na primer Chott ach Chergui.
Pogorje Saharski Atlas, ki je višje in bolj zvezno od Telskega Atlasa, tvorijo trije masivi: pogorje Ksour blizu maroške meje, pogorje Amour in pogorje Ouled-Naïl južno od Alžira. Gore, ki prejmejo več padavin kot tiste na visokih planotah, vključujejo nekaj dobrih pašnikov. Vodotoki na južnih pobočjih teh masivov izginjajo v puščavi, vendar oskrbujejo vodnjake številnih oaz vzdolž severnega roba puščave, med katerimi so najpomembnejše Biskra, Laghouat in Béchar.

### Severovzhodna Alžirija
Vzhodna Alžirija je sestavljena iz masivnega območja, ki je obsežno razčlenjeno na gore, ravnine in kotline. Od zahodnega dela države se razlikuje po tem, da njegove vidne topografske značilnosti niso vzporedne z obalo. V njegovem južnem delu strme pečine in dolgi grebeni gorovja Aurès ustvarjajo skoraj neprehodno zatočišče, ki je igralo pomembno vlogo v zgodovini Magreba vse od rimskih časov. V bližini severne obale so gore Petite Kabylie ločene od pogorja Grande Kabylie na vzhodnih mejah Tela ob reki Soummam. Obala je pretežno gorata v skrajnem vzhodnem delu države, vendar omejene ravnice zagotavljajo zaledje za pristaniška mesta Bejaïa, Skikda in Annaba. V notranjosti regije obsežne visoke ravnice označujejo regijo okoli Sétifa in Constantine; te ravnice so se razvile v francoskem kolonialnem obdobju kot glavna središča pridelave žita. V bližini Constantina slana močvirja ponujajo sezonsko pašo polnomadskim ovčarjem.

### Sahara
Alžirski del Sahare se razteza južno od Saharskega Atlasa 1500 kilometrov do meja z Nigrom in Malijem. Puščava je nezemeljski kraj, ki se komajda šteje za sestavni del države. Daleč od tega, da bi bila v celoti pokrita s peskom, je to regija velike raznolikosti. Ogromna območja peščenih sipin, imenovana erg ali Peščeno morje, zavzemajo približno eno četrtino ozemlja. Največja taka regija je Grand Erg Oriental (Veliki vzhodni erg), kjer so ogromne sipine, visoke od dva do pet metrov, oddaljene približno 40 metrov narazen. Velik del preostale puščave prekrivajo skalnate ploščadi, imenovane hamada, skoraj celotno jugovzhodno četrt pa zavzema visoka kompleksna gmota višavja Ahagar in Tassili n'Ajjer, katerih nekateri deli doseže več kot 2000 metrov. Ahagar obkrožajo planote iz peščenjaka, ki so jih starodavne reke vrezale v globoke soteske, na zahodu pa se prodnata puščava razteza do meje Malija.
Puščavo sestavljata severni in južni sektor, ki se zlahka razlikujeta, pri čemer se severni sektor razteza proti jugu malo manj kot polovico razdalje do meja z Nigrom in Malijem. Sever, manj suh kot jug, podpira večino redkih ljudi, ki živijo v regiji in vsebuje večino puščavskih oaz. Peščene sipine so najpomembnejša značilnost topografije tega območja, toda med puščavskimi območji Veliki vzhodni erg in Grand Erg Occidental (Veliki zahodni erg) ter segajo proti severu do Atlas Saharien so planote, vključno s Tademaïtom in zapleteno strukturo apnenca imenovano M'zab, kjer so se naselili mozabitski Berberi. Južno območje Sahare je skoraj popolnoma suho in ga naseljujejo le nomadi Tuaregi in v zadnjem času delavci naftnih taborišč. Prevladuje nerodovitna kamnina, vendar v nekaterih delih Ahagarja in Tassili n'Ajjer naplavine omogočajo vrtnarjenje.

### Potresi in potresna nevarnost

#### Potresne dejavnosti
Celotna severna obala Alžirije je v tektonskem območju, ki je najbolj izpostavljeno potresom. To območje uvrščamo med seizmološko najbolj aktivna območja. Oktobra 1980 je močan potres opustošil Al Asnam (zdaj Chlef). Ta potres je ubil 3000 ljudi, uničil 80 % mesta Chlef in povzročil škodo, ocenjeno na 10 milijard alžirskih dinarjev. Potem, maja 2003, je drugi strašni potres pustil več kot 2000 mrtvih in več tisoč ranjenih in brezdomcev v Boumerdèsu, ta potres je povzročil 1400 žrtev v občini Boumerdès, zaradi škode pa je bilo ocenjeno na 5 milijard ameriških dolarjev. Severno obalo Alžirije prečka meja konvergentnih celinskih litosferskih plošč: evrazijska plošča na severu prekriva afriško ploščo na jugu. V tej narivni prelomnici se sprožijo potresi v regiji.
Alžirija je razdeljena na dve tektonski plošči, ki ju ločuje prelom Južnega Atlasa. Na severu je alpska tektonika, na jugu pa Saharska platforma, ki je precej stabilna.

#### Vulkan
Masiv Ahagar v južni Alžiriji sestavljajo tri vulkanska polja:
- vulkansko polje Tahalra, ki pokriva površino 1800 km² in je približno 50 kilometrov zahodno od Tamanrasseta.
- vulkansko polje Atakor, ki pokriva površino 2150 km² in je približno 30 kilometrov severno od Tamanrasseta.
- vulkansko polje Manzaz, ki pokriva površino 1500 km² in je 127 km severno od Tamanrasseta.

## Podnebje
Severna Alžirija je v zmernem pasu in ima blago sredozemsko podnebje. Leži na približno enakih zemljepisnih širinah kot južna Kalifornija in ima nekoliko podobne podnebne razmere. Vendar pa njena razgibana topografija zagotavlja ostre lokalne kontraste tako pri prevladujočih temperaturah kot pri padavinah. Pogoste so tudi medletne razlike v podnebnih razmerah. To območje, ki je najbolj naseljeno v Alžiriji, se običajno imenuje Tel.
V Telu so poletne povprečne temperature med 30 in 43 °C, pozimi pa padejo na 10 do 12 °C. Zime niso mrzle, vendar je vlažnost visoka in hiše so redko primerno ogrevane. V vzhodni Alžiriji so povprečne temperature nekoliko nižje, v stepah Visokih planot pa se zimske temperature gibljejo le nekaj stopinj nad lediščem. Pomembna značilnost podnebja v tej regiji je jugo, prašen, zadušljiv južni veter, ki piha izven puščave, včasih z viharjem. Ta veter občasno seže tudi v primorski Tel.
V Alžiriji le razmeroma majhen kotiček Sahare leži čez Rakov povratnik v vročem pasu, toda celo pozimi so opoldanske temperature v puščavi lahko zelo visoke. Po sončnem zahodu pa čist, suh zrak omogoča hitro izgubo toplote, noči pa so hladne do mrzle. Zabeleženi so ogromni dnevni razponi temperature.
Padavine so precej obilne vzdolž obalnega dela Tela, in sicer od 400 do 670 mm letno, količina padavin pa narašča od zahoda proti vzhodu. Padavine so največje v severnem delu vzhodne Alžirije, kjer v nekaterih letih dosežejo celo 1000 mm. Dlje v notranjosti je padavin manj. Prevladujoči vetrovi, ki so poleti vzhodni in severovzhodni, se pozimi spremenijo v zahodne in severne in s seboj prinašajo splošno povečanje količine padavin od septembra do decembra, zmanjšanje v poznih zimskih in spomladanskih mesecih ter skorajšnjo odsotnost padavin v poletnih mesecih.

### Hidrografija
Obstaja nekaj obalnih ali osrednjih ali vzhodnih rek, kot so Soummam, Medjerda, Rhummel, Sebaou, Aïn El Hammam, Hamiz, Macta, Mazafran itd. Vendar Chelif ali Chéliff ostaja najdaljša reka v Alžiriji in njena dolžina znaša 725 km. Ta reka je na severozahodu Alžirije, izvira v Telskem Atlasu in se izliva v Sredozemlje. V poplavnih obdobjih oddaja 1500 m3/s.
Južno od regije Tela vodotoki niso stalni. V puščavskih regijah je veliko jezer, vendar je večina začasnih in slanih jezer, kot sta Chott ech Chergui in Chott el Hodna. Reke Tela se izlivajo v Sredozemlje. Toda tiste, ki se spuščajo proti Saharskemu Atlasu, so del največjega vodnega rezervata na svetu. Tvorijo podzemno vodo, imenovano Albienska podzemna voda, zakopana je pod peskom alžirske puščave in ima površino 900.000 km². Poteka vzdolž skoraj celotne alžirske Sahare, kar bo v nekaj letih olajšalo dostop do vode petim sosednjim državam Alžirije. Adrar ima velike zaloge vode, ki jih sestavlja celinski vmesni vodonosnik.
Oaz, ki so del vodnega omrežja države, je več, kot so Djanet, Ghardaïa, Ouargla, Oued Righ, Tabelbala, Tamanghaset, Timimoun, Touggourt, Tolga, Filiach, Zaatcha itd. Oazo Tolga in Ziban oskrbuje podzemno omrežje Aurès. Tudi Igharghar vsebuje veliko količino vode pod zemljo, oskrbuje velik del palmovih nasadov na jugu in Vadi R'hir. Izvedeno bo precejšnje vrtanje podzemne vode, da bi v sušna območja Alžirije prinesli več vode.
V Aurèsu in na vzhodu so pomembne vodne reke vadi Abiod, vadi Abdi, vadi el Ahmer, vadi Taga, močvirje Medracen, močvirje Draâ Boultif, Chott Djendli, Chott Tincilt, vadi El Madher, Rhummel in Constantine itd. Oazi v Aurèsu sta El Kantara in Ghoufi.
V regiji so tudi termalni vrelci, kot so vroča fontana Hammam Essalihine v Khencheli, Hammam el Knif, izvir Batna (Kasrou), izvir Biskra, izvir Guelma (Maskhoutine hamam), vadi Charef v vilaja Souk Ahras itd.
Na severovzhodu je reka Seybouse, ki sta jo blizu Guelme oblikovala vadi Cheref in vadi Zenati, njeno porečje je največje v Alžiriji, njena zemljišča pa so najbolj rodovitna, pri Annabi se izliva v Sredozemlje.
V Kabiliji in središču se Chabet el akhra, soteske Palestro, Chiffa, Soummam itd., napajajo iz Chéliffa.

## Teren
Raba zemljišča (ocena 2014)
- Njive 18,02 %
- Trajni nasadi 2,34 %
- Trajni pašniki 79,63 %
- gozd 0,82 %
- Drugo 81,80 %

Namakana zemljišča 13.600 km²
Krčenje zemljišč za kmetijsko rabo in sečnja lesa sta skozi stoletja močno zmanjšala nekoč izdatno gozdno bogastvo. Svoj davek so zahtevali tudi gozdni požari. V višjih in vlažnejših delih Telskega Atlasa rasteta hrast plutovec in alepski bor v debeli prsti. Na nižjih nivojih na tanjših tleh prevladujejo na sušo odporni grmi. Vinska trta je avtohtona v obalnih nižinah, trave in grmičevje pa pokrivajo visoke planote. Na Saharskem Atlasu je malo ostankov nekoč obsežnih gozdov atlaške cedre (Cedrus atlantica), ki so jih že od antike izkoriščali za gorivo in les.
Gozdni rezervati v Alžiriji so se v kolonialnem obdobju močno zmanjšali. Leta 1967 je bilo izračunano, da se gozdnato območje države razprostira na največ 24.000 kvadratnih kilometrih terena, od tega je bilo 18.000 km² poraslih z grmičevjem. Nasprotno pa so leta 1830 gozdovi pokrivali 40.000 km². Sredi 1970-ih se je vlada lotila obsežnega programa pogozdovanja, da bi pomagala nadzorovati erozijo, ki naj bi po ocenah prizadela 100.000 kubičnih metrov obdelovalne zemlje letno. Med projekti je bil eden za ustvarjanje zelene pregrade, ki bolj ali manj sledi črti grebena Saharskega Atlasa in se razteza od Maroka do tunizijske meje v območju, dolgem 1500 kilometrov in do 20 kilometrov na široko.
Zelena pregrada je sestavljena predvsem iz alepskega bora, vrste, ki lahko uspeva na območjih z malo padavinami. Zasnovan je za ponovno vzpostavitev porušenega ekološkega ravnovesja in za zaustavitev severnega poseganja v Saharo. Do začetka 1980-ih je puščava že prodrla skozi hribovito vrzel med Saharskim Atlasom in gorovjem Aurès vse do mesta Bou Saâda, točke globoko v regiji Visokih planot. Projekt zelen pregrade je bil konec 1980-ih zaradi pomanjkanja sredstev ustavljen.
Alžirija je imela leta 2018 povprečno oceno indeksa celovitosti gozdne krajine 5,22/10, kar jo je uvrstilo na 106. mesto med 172 državami.

## Statistika
Naravni viri: nafta, zemeljski plin, železova ruda, fosfati, uran, svinec, cink.
Naravne nevarnosti: gorska območja, izpostavljena hudim potresom; blatni plazovi in poplave v deževnem obdobju.
Okolje – aktualna vprašanja: onesnaženost zraka v večjih mestih; erozija tal zaradi prekomerne paše in drugih slabih kmetijskih praks; dezertifikacija; odlaganje surovih odplak, odpadkov iz rafiniranja nafte in drugih industrijskih odplak povzroča onesnaženje rek in obalnih voda; zlasti Sredozemsko morje postaja onesnaženo zaradi naftnih odpadkov, erozije tal in odtekanja gnojil; nezadostne zaloge pitne vode.
Okolje – mednarodni sporazumi: pogodbenica: Biotska raznovrstnost, Podnebne spremembe, Podnebne spremembe-Kjotski protokol, Podnebne spremembe-Pariški sporazum, Celovita prepoved jedrskih poskusov, Dezertifikacija, Ogrožene vrste, Sprememba okolja, Nevarni odpadki, Pravo morja, Zaščita ozonskega plašča, Onesnaževanje z ladij, mokrišča podpisano, vendar ne ratificirano: prepoved jedrskih poskusov.

## Zavarovana območja
Alžirija ima številna zavarovana območja, vključno z narodnimi parki in naravnimi rezervati. Primer takega zavarovanega območja je naravni rezervat Djebel Babor v gorovju Djebel Babor; Djebel Babor je tudi eden redkih reliktnih habitatov za ogroženega berberskega makaka  (Macaca sylvanus).
Narodni parki v Alžiriji so:
- Park kulture Ahaggar 44.670 km² (narodni park do leta 2011)
- Narodni park Belezma 262,5 km²
- Narodni park Chrea 266 km²
- Narodni park Djurdjura 185,5 km²
- Narodni park El Kala 800 km²
- Narodni park Gouraya 32 km²
- Park kulture Tassili n'Ajjer 138.000 km²
- Narodni park Taza 37,2 km²
- Narodni park Theniet El Had 34,25 km²
- Narodni park Tlemcen 82,25 km²
- Narodni park Djebel Aissa, 244 km²

## Ekstremne točke
Ekstremne višine:
- Najnižja točka: Chott Melrhir: -40 m
- Najvišja točka: Tahat: 2908 m

Točke, ki so bolj severno, južno, vzhodno ali zahodno od katere koli druge lokacije:
- Najsevernejša točka – Cap Takouch, provinca Annaba ali Cap Bougaroûn, provinca Skikda]
- Najbolj vzhodna točka – tritočka z Nigrom in Libijo, provinca Djanet
- Najjužnejša točka – neimenovana lokacija na meji z Malijem vzhodno od malijske vasi In-Abalen, v provinci Guezzam
- Najzahodnejša točka – zahodni del meje Maroko/Zahodna Sahara, provinca Tindouf

Opomba: Alžirija nima skrajne zahodne točke, mejo tvori črta od geografske dolžine)

## Province
Alžirija je razdeljena na 58 provinc ali wilayas:
- 1 Adrar
- 2 Chlef
- 3 Laghouat
- 4 Oum el-Bouaghi
- 5 Batna
- 6 Béjaïa
- 7 Biskra
- 8 Béchar
- 9 Blida
- 10 Bouira
- 11 Tamanrasset
- 12 Tébessa
- 13 Tlemcen
- 14 Tiaret
- 15 Tizi Ouzou
- 16 Argel
- 17 Djelfa
- 18 Jijel
- 19 Sétif
- 20 Saida
- 21 Skikda
- 22 Sidi Bel Abbes
- 23 Annaba
- 24 Guelma
- 25 Constantina
- 26 Médéa
- 27 Mostaganem
- 28 M'Sila
- 29 Muaskar
- 30 Ouargla
- 31 Orán
- 32 El Bayadh
- 33 Illizi
- 34 Bordj Bou Arréridj
- 35 Boumerdès
- 36 El Tarf
- 37 Tinduf
- 38 Tissemsilt
- 39 El Oued
- 40 Khenchela
- 41 Souk Ahras
- 42 Tipasa
- 43 Mila
- 44 Aïn Defla
- 45 Naama
- 46 Aïn Témouchent
- 47 Ghardaïa
- 48 Realizan
- 50 El Menia
- 51 Ouled Djellal
- 52 Bordj Baji Mokhtar
- 53 Béni Abbès
- 54 Timimoun
- 55 Touggourt
- 56 Djanet
- 57 In Salah
- 58 In Guezzam